# Flottfördraget
Flottfördraget är en detektivnovell om mästerdetektiven Sherlock Holmes av den brittiske författaren Arthur Conan Doyle. Den publicerades första gången 1893 i den brittiska tidskriften Strand Magazine. Novellen finns med i novellsamlingen The Memoirs of Sherlock Holmes.
Doyle själv ansåg  novellen vara den nittonde bästa av hans Holmesnoveller.

## TV-dramatisering
Novellen blev dramatiserad i TV-serien om Holmes från 1984 till 1994.